# Elecciones municipales de 2007 en la Comunidad de Madrid

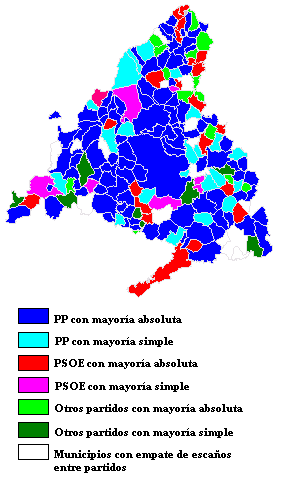
Resultados en las elecciones municipales de 2007 en la Comunidad de Madrid.

Las Elecciones Municipales de 2007 en la Comunidad de Madrid se celebraron el 27 de mayo, junto con las de la Asamblea de Madrid. En la mayor parte de los municipios madrileños, se impuso el Partido Popular, incluida la capital, donde la citada formación política conquistó el 55,54% de los votos, que le dieron la mayoría absoluta con 34 ediles. El Partido Socialista Obrero Español alcanzó el 30,88% (18 concejales) e Izquierda Unida el 8,68% (5). 
En el siguiente mapa, se muestran las mayorías absolutas y simples conseguidas por los diferentes partidos en cada municipio.